# سباق مع القمر
سباق مع القمر (بالإنجليزية: Racing with the Moon)‏ هو فيلم كوميدي تم إنتاجه في الولايات المتحدة وصدر في سنة 1984. من بطولة شون بن وإليزابيث ماكغفرن ونيكولاس كيج.

## الميزانية والإيرادات
بلغت تكلفة إنتاج الفيلم حوالي 9 ملايين دولار بينما حقق أرباحا تقدر بـ 6045657 دولار.

## وصلات خارجية
- سباق مع القمر على موقع IMDb (الإنجليزية)
- سباق مع القمر على موقع روتن توميتوز (الإنجليزية)
- سباق مع القمر على موقع نتفليكس (الإنجليزية)
- سباق مع القمر على موقع ألو سيني (الفرنسية)
- سباق مع القمر على موقع Turner Classic Movies (الإنجليزية)
- سباق مع القمر على موقع أول موفي (الإنجليزية)
- سباق مع القمر على موقع بوكس أوفيس موجو (الإنجليزية)
- سباق مع القمر على موقع قاعدة بيانات الأفلام السويدية (السويدية)
- سباق مع القمر على موقع قاعدة بيانات الفيلم (الإنجليزية)
- سباق مع القمر على موقع ليتربوكسد (الإنجليزية)